# Хитч, Грэм
Грэм Джеймс Хитч (англ. Graham James Hitch) — английский психолог, совместно с Аланом Бэддели является создателем мультикомпонентной модели рабочей памяти.

## Биография
Базовым образованием Грэма Хитча является степень бакалавра по физике, которую он получил в Кембриджском университете. Далее он получил степень магистра по экспериментальной психологии в университете Сассекса, после чего вернулся в Кэмбридж, где в 1972 году стал PhD по психологии.
За свою научную карьеру Хитч сменил несколько университетов. В 1971—1972 годах он работал научным сотрудников в университете Сассекса, потом перешел в той же должности в Стерлингский университет, где проработал 2 года: с 1972 по 1974. Далее Грэм работал на протяжении 5 лет (1974—1979) в качестве исследователя в Совете Медицинских Исследований Отдела Прикладной Психологии в Кембридже. Так же Грэм Хитч вел лекции, сначала в Манчестерском Университете (1979—1990), где работал преподавателем и старшим преподавателем. После он перешел в Ланкастерский университет (1991—2000), где работал профессором. С 2000 года являлся профессором Йоркского университета, а с 2011 года — почетным профессором.
В настоящее время Грэм Хитч состоит в нескольких обществах: Британское психологическое общество, Общество экспериментальной психологии, Европейское общество когнитивной психологии.

## Научные труды
Научные интересы направлены на изучение памяти, в особенности рабочей памяти. Основную известность Хитч приобрел за счет публикации с Аланом Бэддели 1974 года о мультикомпонентной модели рабочей памяти. В последние годы занимается кратковременной памятью, рабочей памятью и вниманием.

### Мультикомпонентная рабочая память
В данной концепции, изначально разработанной Бэддели и Хитчем, рабочая память разделена на три подструктуры:
- центральный исполнитель: выполняет семантическую обработку информации, объем ограничен 5-9 единицами информации
- фонологическая петля: выполняет работу с вербальной информацией
- визуально-пространственная матрица: выполняет работу с визуальными, тактильными, вкусовыми и назальными объектами